# La battaglia dei sessi (film 1959)
La battaglia dei sessi (The Battle of the Sexes) è un film britannico del 1959 diretto da Charles Crichton.
È basato sul racconto The Catbird Seat di James Thurber (1942).

## Trama
Martin, il contabile di un'azienda tessile scozzese, è a Edimburgo per acquistare whisky e sigarette a Royal Mile. Martin viene chiamato al capezzale del proprietario sul letto di morte, il vecchio MacPherson, a Moray Place. MacPherson gli offre un whisky ma Martin rifiuta, quindi MacPherson ne beve due e muore subito dopo.
Il nuovo proprietario dell'azienda, il giovane MacPherson, è innamorato di una zelante donna americana, Mrs. Angela Barrows, che è un'esperta di efficienza e che vuole dare una svolta all'azienda ritenuta da lei troppo tradizionale ed antiquata. Insiste per visitare "la fabbrica" sull'isola, solo per scoprire che il compito è svolto da vecchie coppie, che filano la lana. Ha in programma di sostituire i 700 tessitori, sparsi per le isole, con un'unica grande fabbrica dotata di macchinari. Mentre viene portata in giro per la città, dice anche che l'azienda dovrebbe passare alle fibre sintetiche.
Martin guarda al cinema un film di Sherlock Holmes e ne trae ispirazione per uccidere Mrs. Barrows. Poiché non fuma e non beve, decide che può fuorviare qualsiasi indagine futura fumando e bevendo sulla scena del crimine pianificato. Compra una mezza bottiglia di whisky e un pacchetto di sigarette. Tuttavia, nel suo appartamento, dopo una serie di tentativi falliti, la sua coscienza ha la meglio su di lui e decide che non può uccidere la donna. Cerca di rimuovere tutte le prove quando MacPherson appare all'improvviso e riesce a evitare di essere scoperto. Tornato in ufficio, MacPherson interroga Martin e trova la sua versione più plausibile delle affermazioni della signora Barrows. Non ne può più, accusandoli tutti di essere matti, e se ne va per sempre. Così, il signor Martin vince la sua "battaglia dei sessi". Più tardi, vedendola piangere alla stazione, le compra un fiore per consolarla.